# Hockey su ghiaccio ai IV Giochi olimpici giovanili invernali
Le gare di hockey su ghiaccio dei IV Giochi olimpici giovanili invernali si sono svolte al Centro hockey di Gangneung, in Corea del Sud, dal 20 al 31 gennaio 2024. Si sono disputati quattro eventi: i tornei maschile e femminile e i tornei di hockey 3 contro 3 a squadre maschile e femminile.

## Ragazzi
| Evento            | Oro         | Argento   | Bronzo     |
| Torneo            | Stati Uniti | Rep. Ceca | Finlandia  |
| Torneo 3 contro 3 | Lettonia    | Danimarca | Kazakistan |

## Ragazze
| Evento            | Oro      | Argento       | Bronzo   |
| Torneo            | Svezia   | Giappone      | Germania |
| Torneo 3 contro 3 | Ungheria | Corea del Sud | Cina     |